# Civilization: Beyond Earth
Civilization: Beyond Earth es un videojuego de construcción de imperios por turnos dentro de la serie de videojuegos Civilization desarrollada por Firaxis Games, distribuida por 2K Games y lanzada para Microsoft Windows el 24 de octubre de 2014. La versión para OS X se lanzó el 27 de noviembre de 2014 y un mes más tarde, el 18 de diciembre, se publicó la versión para Linux.
Siendo el sucesor espiritual de  Alpha Centauri, Beyond Earth comparte gran parte del equipo de desarrollo, así como algunos conceptos introducidos en el título de 1999. El escenario del juego es único dentro de la serie de Civilization puesto que tiene lugar en el futuro, con una raza humana viajando a través del espacio y creando colonias en planetas extraterrestres tras ser víctimas de un desastre llamado El Gran Error, la cual transformó a la Tierra en un planeta inhabitable.

## Modo de juego
Beyond Earth es un juego de estrategia por turnos que se juega en un mapa basado en una red de hexágonos, repitiendo ideas y partiendo del mismo motor de su predecesor, Civilization V. El diseñador jefe David McDonough describió la relación entre los dos juegos diciendo que ‘’la experiencia en sí es totalmente Civ. La idea de ciudades, avanzar por ases, líderes, el paso del tiempo, basado en hexágonos y turnos, construyendo mejoras, tecnologías. Todo esto es familiar para un jugador de Civ.”
Hay diversos cambios que lo diferencian del resto de la serie. En anteriores títulos de  Civilization, los jugadores elegían imperios históricos liderados por personajes históricos, cada uno con su personalidad prediseñada. En Beyond Earth, los jugadores toman decisiones al principio del juego, incluyendo el tipo de financiación para su expedición, qué tipo de nave espacial utilizaron para llegar al planeta, y quién y qué llevaron al espacio, permitiéndoles crear civilizaciones a medida. Estas decisiones tienen un efecto significativo en el juego. Mientras que anteriores juegos tenían árboles de tecnología lineales, Beyond Earth tiene una red de tecnología con brazos en varias direcciones, obligando a los jugadores a elegir uno a la vez. El videojuego bloquea intencionadamente el intercambio de tecnología entre civilizaciones y es imposible desbloquear todas las tecnologías en una sola partida.
Las "afinidades" son filosofías generales en el progreso humano que dan forma a avance tecnológico de los jugadores, y les ayuda a desbloquear unidades ligadas a afinidades específicas. La afinidad de Armonía tiene como objetivo coexistir con el planeta, utilizando modificación genética, y es capaz de domesticar el medio ambiente nativo. La afinidad de Supremacía confía plenamente en la tecnología y utiliza unidades altamente especializadas que se ayudan entre ellas en el campo. La afinidad Purista es aislacionista, construyendo poderosas infraestructuras defensivas e intentando que el nuevo planeta se parezca a la Tierra. Cada afinidad tiene un proyecto especial que se desbloquea una vez es completada, y concede la victoria al jugador que la construya primero. Otras condiciones para la victoria incluyen conquistar las demás facciones por la fuerza o siguiendo las huellas de una civilización alienígena para establecer contacto.
Además, muchas de las tecnologías más avanzadas presentadas en anteriores juegos de la serie están disponibles muy pronto en la partida.

## Desarrollo
Civilization: Beyond Earth fue anunciado por Firaxis Games el 12 de abril de 2014 en la feria  PAX East en  Boston, Massachusetts.
Para diseñar la red de tecnología, el equipo de Beyond Earth empezó por leer la página de la Wikipedia de  Alpha Centauri, así como leyendo libros que el artículo listaba como inspiración para el diseñador del juego Brian Reynolds. Los eventos del juego ocurren entre 200 y 300 años en el futuro, y el equipo de desarrollo utiliza ciencia espacial actual como los despegues de SpaceX o los episodios de la serie de televisión Cosmos: A Spacetime Odyssey para plasmar su visión de los viajes espaciales en el futuro. El juego también se anunció con el soporte para el API de AMD, Mantle.
Firaxis Games y su distribuidor Take-Two Interactive crearon cierta controversia en la comunidad de jugadores después de que el precio de la versión australiana del juego tanto en distribución física como digital aumentó de $49,95 a $89,95 sin avisar. Un gran número de medios y consumidores criticaron el aumento de precio, que estaba relacionado con los impuestos australianos.

## Recepción crítica
Civilization: Beyond Earth recibió críticas positivas en su lanzamiento, con una puntuación agregada de 79,42% en GameRankings basado en 50 críticas y 81/100 en Metacritic basado en 75 críticas.
Daniel Track de Game Informer puntuó el juego con 9/10, alabando el nuevo Sistema de afinidades que influencia a los jugadores a la hora de decidir cómo establecer contacto con vida alienígena y el futuro de la humanidad en el planeta. También alabó los interesantes efectos de sonido, la guía de avance y la alta rejugabilidad.
Darren Nakamura de Destructoid también puntuó el juego con 9/10, alabando la jugabilidad, los efectos coloristas, nuevas e importantes características como la capa orbital, las Virtudes y el sistema de afinidades, el sustancioso cambio del sistema de tecnologías y la grandiosa banda sonora.
Russ Pitts de PC Gamer puntuó el juego con 87/100, alabando la I.A. reactiva, la gran variedad de formas de vida alienígenas, así como la capa orbital, describiéndola como “una divertida vuelta de tuerca y un nuevo enfoque táctico”. Sin embargo, criticó que el juego peca de parecerse demasiado a Civilization V y ser a veces demasiado complicado. No obstante, declaró que Beyond Earth ha triunfado por empaparse de mecánicas tradicionales en la saga.
Nick Capozzoli de GameSpot puntuó el juego con 7/10, alabando el sistema de afinidades y las misiones, las cuales otorgan una historia al desarrollo de la civilización. Al contrario, criticó la jugabilidad describiéndola como “poco equilibrada y para nada desafiante”. También criticó el sistema de culturas, que se centraba demasiado en misiones militares.
Alex Navarro de Giant Bomb puntuó el juego con 3/5, criticando las decisiones sin sentido ni consecuencia, que según él no tenían ningún impacto en el final del juego. También criticó la I.A. por ser demasiado pasiva, las mecánicas de juego por no funcionar siempre, la falta de personalidad y mejora frente a versiones anteriores, y por ser un juego demasiado similar a Civilization V en todos los aspectos. Resumió su análisis diciendo que “Beyond Earth parece un juego inacabado y regresivo respecto a anteriores títulos”.